# St. Thomas Village
St. Thomas Village es una villa de Trinidad y Tobago, que forma parte del borough de Chaguanas.

## Geografía
La villa abarca parte de la isla Trinidad y limita al norte con St. Charles Village, al sur con Chaguanas, al este con St. Charles Village y Chaguanas y al oeste con Felicity y Petersfield.

## Demografía
Datos demográficos de la villa de St. Thomas Village:
| Gráfica de evolución demográfica de St. Thomas Village entre 2000 y 2011 |
|                                                                          |